# Колотий, Николай Петрович
Николай Петрович Колотий (3 декабря 1913, хутор Колотии Решетиловской волости, теперь село Решетиловского района Полтавской области — 3 января 1985, город Киев) — советский деятель, председатель правления Украинского межколхозного объединения по строительству «Укрмежколхозстрой». Депутат Верховного Совета УССР 8-9-го созывов. Член Ревизионной Комиссии КПУ в 1971-1976 г.

## Биография
Образование высшее. В 1936 году окончил Полтавский институт инженеров сельскохозяйственного строительства, инженер-строитель сельскохозяйственных сооружений.
В 1936-1937 г.  — инженер-инспектор хлопкового управления Народного комиссариата земледелия Таджикской ССР.
В 1937-1938 г.  — служба в Красной армии, окончил курсы летчиков-наблюдателей.
В 1938-1939 г.  — инженер, в 1939-1946 г.  — начальник, главный инженер отдела капитального строительства Народного комиссариата земледелия Якутской АССР.
Член ВКП(б) с 1944 года.
В 1946-1951 г.  — председатель исполнительного комитета Якутского городского совета депутатов трудящихся Якутской АССР.
В 1951-1964 г.  — заместитель министра совхозов Украинской ССР, начальник Главного управления капитального строительства Министерства сельского хозяйства Украинской ССР, заместитель начальника Главного управления совхозов при Совете Министров УССР, начальник управления капитального строительства Министерства производства и заготовок сельскохозяйственных продуктов Украинской ССР.
В 1964-1965 г.  — заместитель министра производства и заготовок сельскохозяйственных продуктов Украинской ССР.
В 1965-1967 г.  — заместитель министра сельского хозяйства Украинской ССР.
В 1967-1978 г.  — председатель правления Украинского межколхозного объединения по строительству «Укрмежколхозстрой».
С 1978 года — персональный пенсионер союзного значения.

## Награды
- орден Ленина
- орден Октябрьской Революции
- орден Трудового Красного Знамени
- орден «Знак Почета»
- медали
- Почётная грамота Президиума Верховного Совета Украинской ССР
- заслуженный строитель Украинской ССР (1963)